# Cosmin-Marian Poteraș
Cosmin-Marian Poteraș (n. 2 decembrie 1984, Craiova, România) este un senator român, ales în 2020 din partea PLUS. 